# The Fox (film fra 1921)
 For alternative betydninger, se The Fox. (Se også artikler, som begynder med The Fox)
The Fox er en amerikansk stumfilm fra 1921 af Robert Thornby.

## Medvirkende
- Harry Carey som Ol' Santa Fe
- C. E. Anderson som Rollins
- Harley Chambers som Hubbs
- Gertrude Claire som Mrs. Farwell
- Betty Ross Clarke som Annette Fraser
- George Cooper som K.C. Kid
- B. Reeves Eason Jr. som Pard
- Alan Hale som Rufus B. Coulter